# Otiothops contus
Otiothops contus là một loài nhện trong họ Palpimanidae. Loài này được phát hiện ở Brasil.